# Miles White
Miles White (* 27. Juli 1914 in Oakland, Kalifornien; † 17. Februar 2000 in New York City, New York) war ein preisgekrönter US-amerikanischer Kostümbildner in Film und Theater. Bekannt wurde er vor allem durch seine Arbeiten für die Kinofilme der 1950er Jahre wie Die größte Schau der Welt, Rhythmus im Blut oder In 80 Tagen um die Welt.

## Leben und Werk
Miles White, geboren 1914 in Oakland im Bundesstaat Kalifornien, studierte zuerst an der University of California, Berkeley, als er während der 1930er Jahre in Hollywood keine Arbeit finden konnte, ging er nach New York an den Broadway. Dort gab er sein Debüt als Kostümbildner in dem Theaterstück Right This Way 1938. Auch während des Zweiten Weltkrieges machte er weiterhin Karriere in der Unterhaltungsindustrie. Er entwarf fantasievolle Kostüme für Ringling Bros. und den Barnum & Bailey Circus, daneben arbeitete er auch als Kostümbildner für die Theater- und später auch für die Filmbranche. Zu Beginn der 1940er Jahre fertigte er die Kostümentwürfe für Broadway-Musicals von Richard Rodgers und Oscar Hammerstein. Zu Beginn der 1950er Jahre gewann er für seine Arbeiten am Theater zwei Tony Awards. Im Jahr 1951 für das Stück Bless You All und 1953 für die Bühnenaufführung von Hazel Flagg. Darüber hinaus war er mehrfach in seiner Karriere für den Tony nominiert.
Für den Regisseur Norman Z. McLeod lieferte er 1946 die Entwürfe für das Danny-Kaye-Musical Der Held des Tages. In den 1950er Jahren wurde er für seine Arbeiten dreimal für den Oscar nominiert. 1953 für den Zirkusfilm Die größte Schau der Welt des Regisseurs Cecil B. DeMille, 1955 für das Musical Rhythmus im Blut von Walter Lang und 1957 für die Literaturverfilmung In 80 Tagen um die Welt des Regisseurs Michael Anderson nach dem gleichnamigen Bestseller von Jules Verne.
Am 17. Februar 2000 verstarb Miles White im Alter von 85 Jahren in New York City.

## Auszeichnungen
- 1953: Oscar-Nominierung in der Kategorie Beste Kostümdesign bei der Verleihung 1953 für Die größte Schau der Welt
- 1955: Oscar-Nominierung in der Kategorie Beste Kostümdesign bei der Verleihung 1955 für Rhythmus im Blut
- 1957: Oscar-Nominierung in der Kategorie Beste Kostümdesign bei der Verleihung 1958 für In 80 Tagen um die Welt

## Filmografie (Auswahl)
- 1944: Up in Arms
- 1946: Der Held des Tages (The Kid from Brooklyn)
- 1952: Die größte Schau der Welt (The Greatest Show on Earth)
- 1954: Rhythmus im Blut (There's No Business Like Show Business)
- 1956: In 80 Tagen um die Welt (Around the World in Eighty Days)